# Ludwig Hub
Ludwig Hub (* im 19. Jahrhundert; † 29. April 1867 in Frankfurt am Main) war ein Dichter, Schriftsetzer und Zeitungsreporter.

## Leben und Werk
Neben seinem Beruf des Schriftsetzers publizierte Ludwig Hub seit den frühen 1840er Jahren Gedichte, so erschienen Hubs literarischen Werke regelmäßig in der Zeitung Didaskalia – Blätter für Geist Gemüth und Publicität in Frankfurt am Main. Ein erster Band unter dem Titel Gesammelte Gedichte erschien im Jahre 1841 beim Verlag Georg Weil in Frankfurt. Durch die wohlwollenden Rezensionen ihrer Zeit fühlte sich der Autor ermutigt einen zweiten Band zwei Jahre später unter dem schlichten Titel Gedichte vorzustellen. 1848 äußerte er sich in dem Gedicht Wien ist über!: Frankfurt, 6. November 1848. kritisch zu den politischen Verhältnissen seiner Zeit. Im Jahre 1851 wurde ein weiterer Gedichtband von Hub veröffentlicht. Später arbeitete er als Reporter für Zeitschriften. Bis zu seinem Tod war er seit den frühen 1850er Jahren ständiger Mitarbeiter des Frankfurter Anzeigers.
Gedichte von Ludwig Hub erschienen darüber hinaus in Lyrik-Anthologien und Zeitschriften. So sein 1837 entstandenes Gedicht Frankfurter Stolz in der Anthologie: Sagenbuch der freien Reichsstadt Frankfurt am Main, herausgegeben von Georg Listmann.
Ludwig Hub verstarb im April 1867 in seiner Heimatstadt Frankfurt am Main.

## Schriften (Auswahl)
- Gesammelte Gedichte. Lyrik. Weil, Frankfurt a. M., 1841
- Gedichte. Lyrik. J.F. Bach, Frankfurt a. M., 1843
- Wien ist über!: Frankfurt, 6. November 1848. Lyrik. August Stritt in Frankfurt a. M., 1848
- Gesammelte Gedichte. Lyrik. Frankfurt a. M., 1851